# مارسيل باول شوتزنبرغر
مارسيل باول «ماركو» شوتزنبرغر (بالإنجليزية: Marcel-Paul "Marco" Schützenberger )‏ (مواليد 24 أكتوبر 1920 -29 يوليو 1996) عالم رياضيات فرنسي ودكتور في الطب. عمل في مجالات اللغة الشكلية، والتركيبات، ونظرية المعلومات. بالإضافة إلى نتائجه الرسمية في الرياضيات، كان «مشاركًا بشدة في النضال ضد أنصار الداروينية الجديدة»، ما أدى إلى بعض ردود الفعل المختلطة من أقرانه ومن منتقدي موقفه من التطور. يحمل اسمه العديد من النظريات والكائنات الملحوظة في الرياضيات وعلم الحاسوب (على سبيل المثال، مجموعة شوتزنبرغر أو طبقات اللغات الصورية). كان باول شوتزنبرغر جده الأكبر.
تزوج لفترة قصيرة من عالمة النفس آن أنسيلين شوتزنبرغر في أواخر أربعينيات القرن العشرين.

## إسهاماته في علم الأحياء والطب
حصل شوتزنبرغر على شهادة الدكتوراه الأولى في الطب من كلية باريس للطب في عام 1948. تميزت أطروحة الدكتوراه خاصته، عن الدراسة الإحصائية للجنس البيولوجي عند الولادة، بجائزة البارون لاري من الأكاديمية الوطنية للطب في فرنسا.
ينسب عالم الأحياء جاك بيسون، وهو مؤلف مشارك مع شوتزنبرغر حول موضوع بيولوجي، الفضل إلى شوتزنبرغر لإدخال تحليل إحصائي متسلسل في ممارسات المستشفيات الفرنسية، في حين أنه غالبًا ما يُذكر لأعماله في المجالات الرياضية البحتة.

## إسهاماته في الرياضيات واللسانيات
حصل شوتزنبرغر على شهادة الدكتوراه الثانية من جامعة باريس 3 -السوربون الجديدة في عام 1953. يعد هذا العمل، الذي طُوّر من نتائج سابقة، من بين أوائل الأعمال الأكاديمية الفرنسية المؤثرة في نظرية المعلومات. يتجلى تأثيره الأخير في كل من اللسانيات والتركيبات في اثنتين من نظريات اللسانيات المنهجية (نظرية التعداد ونظرية تمثيل اللغة الخالية من السياق، بالتعاون مع تشومسكي)، وواحدة في التركيبات (نظرية شوتزنبرغر). يعود الفضل إلى شوتزنبرغر مع آلان لاسكو في تأسيس مفهوم المونويد البلاكسي، المنعكس في اسم البنية التركيبية الذي يسميه البعض شجرة لاسكو وشوتزنبرغر.
عزا عالم الرياضيات دومينيك بيرين الفضل لشوتزنبرغر في «التأثير العميق لنظرية نصف زمرة»، و«النتائج العميقة حول الدوال الكسرية ومحولات الإشارة»، إلى جانب إسهامات أخرى في الرياضيات.

## الوظائف والتكريمات والاعترافات
مناصب الأستاذية وغيرها
بروفيسور في كلية العلوم في جامعة بواتيي (1957–1963)
محاضر في كلية الطب في جامعة هارفارد (1961–1962)
مدير البحوث في المركز الوطني الفرنسي للبحث العلمي (1963-1964)
بروفيسور في جامعة باريس (1964–1970)
بروفيسور في كلية العلوم في جامعة باريس ديديرو (1970 -حتى وفاته عام 1996)
تكريمات محلية
في عام 1988، بعد أن كان مراسلًا منذ عام 1979، أصبح شوتزنبرغر عضوًا كاملًا في الأكاديمية الفرنسية للعلوم.
اعتراف بعد الوفاة
بعد وفاته، خصصت صحيفتان في الرياضيات النظرية مسائل لذكرى شوتزنبرجر. جرى إحياء ذكراه على هذا النحو من قبل صحيفة ثيوريتيكال كمبيوتر ساينس في عام 1998، وعادت إحياؤه صحيفة انترناشونال جورنال أوف آلجبرا آند كمبيوتيشن في عام 1999.
قدم عالم الرياضيات ديفيد بيرلنكسي هذا الإهداء في كتابه الصادر عام 2000 ظهور الخوارزمية: الفكرة التي تحكم العالم: في ذكرى صديقي.... السيد إم بي شوتزنبرغر، 1921-1996.